# 長野地方気象台
長野地方気象台（ながのちほうきしょうだい）は、長野県長野市箱清水にある地方気象台。長野県全域を管轄とする。

## 概要
東京管区気象台の管轄下にあり、地上気象観測、地域気象観測（アメダス）、生物季節観測、地震の震度観測などの業務を行い、天気予報・週間天気予報、気象注意報・警報・情報、地震情報・緊急地震速報、噴火警報・噴火予報の情報を行う。
松本市、諏訪市、飯田市、軽井沢町には、特別地域気象観測所が設置されている。

## 沿革
- 明治22年（1889年） - 県営長野測候所が創設され、気象観測業務を開始。
- 明治41年（1908年） - 天気予報の発表を開始。
- 大正元年（1915年） - 地震観測業務を開始。
- 昭和14年（1939年） - 文部省に移管。
- 昭和32年（1957年） - 長野地方気象台に改称。

## アメダス
- 野沢温泉（下高井郡野沢温泉村豊郷南原）
- 信濃町（上水内郡信濃町柏原小丸山）
- 飯山（飯山市飯山大道東）
- 小谷（北安曇郡小谷村中土）
- 白馬（北安曇郡白馬村北城）
- 鬼無里（長野市鬼無里）
- 長野（長野市箱清水）
- 笠岳（上高井郡高山村奥山田）
- 大町（大町市大町）
- 信州新町（長野市信州新町牧田中）
- 菅平（上田市菅平高原）
- 聖高原（東筑摩郡麻績村猿ケ馬場峰山）
- 上田（上田市古里）
- 穂高（安曇野市穂高）
- 東御（東御市新張）
- 軽井沢（北佐久郡軽井沢町追分）
- 上高地（松本市安曇上高地国有林）
- 松本（松本市沢村）
- 松本今井（松本市空港東）
- 鹿教湯（上田市鹿教湯温泉）
- 立科（北佐久郡立科町芦田）
- 佐久（佐久市中込）
- 白樺湖（茅野市北山）
- 奈川（松本市奈川）
- 諏訪（諏訪市湖岸通り）
- 北相木（南佐久郡北相木村板置場）
- 開田高原（木曽郡木曽町開田高原西野）
- 木曽平沢（塩尻市木曽平沢）
- 辰野（上伊那郡辰野町中央）
- 高遠（伊那市高遠町藤沢）
- 原村（諏訪郡原村八ツ手）
- 野辺山（南佐久郡南牧村野辺山）
- 御嶽山（木曽郡王滝村御岳国有林）
- 木曽福島（木曽郡木曽町福島）
- 伊那（伊那市下新田）
- 宮田高原（上伊那郡宮田村）
- 杉島（伊那市長谷杉島）
- 須原（木曽郡大桑村須原殿）
- 南木曽（木曽郡南木曽町読書）
- 飯島（上伊那郡飯島町七久保）
- 大鹿（下伊那郡大鹿村大河原）
- 飯田（飯田市高羽町）
- 浪合（下伊那郡阿智村浪合）
- 阿南（下伊那郡阿南町南条）
- 南信濃（飯田市南信濃和田夜川瀬）

### 天気予報区分
長野県北部
- 中野飯山 - 北信地域
- 長野 - 長野地域
- 大北 - 北アルプス地域

長野県中部
- 上田 - 上田地域
- 佐久 - 佐久地域
- 乗鞍上高地 - 松本市安曇・奈川地区
- 松本 - 松本地域（乗鞍上高地及び木曽の範囲を除く）
- 諏訪 - 諏訪地域

長野県南部
- 木曽 - 木曽地域及び塩尻市楢川地区
- 上伊那 - 上伊那地域
- 下伊那 - 南信州地域

## 所在地
- 長野県長野市箱清水一丁目8番18号